# Danmarks Flymuseum
Danmarks Flymuseum er et teknisk museum i Stauning Lufthavn lidt øst for Ringkøbing Fjord. Frem til 2007 blev det drevet under navnet Dansk Veteranflysamling.
Danmarks Flymuseum er et 7600 m² stort flymuseum med 50 danske og udenlandske luftfartøjer fra 1911 til 2000. Der er svævefly, veteranfly, jagerfly og helikoptere. I Stauning Lufthavn afvikles der i løbet af sæsonen arrangementer, hvor en del af maskinerne vises i luften.
Blandt veteranflyene findes danskbyggede fly fra Kramme & Zeuthen, Skandinavisk Aero Industri 1937-1954.